# 北九州市立木屋瀬中学校
北九州市立木屋瀬中学校（きたきゅうしゅうしりつ こやのせちゅうがっこう）は、福岡県北九州市八幡西区大字野面にある公立中学校。

## 沿革
- 1947年（昭和22年）4月1日 - 木屋瀬町外1ヶ町学校組合立木屋瀬中学校として設立。
- 1948年（昭和23年）3月31日 - 木屋瀬町立木屋瀬中学校に改称。
- 1955年（昭和30年）4月1日 - 八幡市立木屋瀬中学校に改称。
- 1963年（昭和38年）2月10日 - 北九州市立木屋瀬中学校に改称。

## 部活動

### 文化部
- 吹奏楽部（男・女）
- 放送部（男・女）
- 美術部（男・女）
- 将棋部（男・女）
- 家庭科部（女）

### 運動部
- 野球部（男・女）
- サッカー部（男・女）
- バスケット部（男・女）
- バレー部（女子)
- 陸上部（男・女）
- 卓球部（男・女）
- 剣道部（男・女）

### 実績
- 2006年：男子バスケットボール部　第36回全国中学校バスケットボール大会　優勝（全国制覇）
- 2011年：吹奏楽部　第24回全日本マーチングコンテスト　金賞
- 2013年：吹奏楽部　第26回全日本マーチングコンテスト　銀賞
- 2014年：吹奏楽部　第27回全日本マーチングコンテスト　銅賞
- 2015年：吹奏楽部　第28回全日本マーチングコンテスト　金賞
- 2016年：吹奏楽部　第29回全日本マーチングコンテスト　銀賞
- 2017年：吹奏楽部　第30回全日本マーチングコンテスト　銀賞
- 2018年：吹奏楽部　第31回全日本マーチングコンテスト　銀賞
- 2019年：吹奏楽部　第32回全日本マーチングコンテスト　銅賞
- 2024年:吹奏楽部    第37回全日本マーチングコンテスト   銀賞

## 主な出身者
- 和才奈々美（バレーボール選手：PFUブルーキャッツ）
- 磯野寛晃（バスケットボール選手）